# Foot-Ball Associazione Novara 1929-1930
Questa pagina raccoglie i dati riguardanti il  Foot-Ball Associazione Novara nelle competizioni ufficiali della stagione 1929-1930.

## Stagione
Nella stagione 1929-1930 si conclude la riforma dei campionati, il Novara disputa il primo campionato a girone unico di Serie B, con 36 punti ottiene il nono posto in classifica. La squadra biancoazzurra allenata dalla vecchia gloria novarese Enrico Patti disputa un torneo di metà classifica, vinto dal Casale con 49 punti, davanti al Legnano secondo con 46 punti, che salgono in Serie A, mentre retrocedono in Prima Divisione Biellese, Prato, Reggiana e Fiumana.

## Rosa
| N. |                   | Ruolo | Calciatore              |
| -- | ----------------- | ----- | ----------------------- |
|    | Italia (bandiera) | D     | Arcardini               |
|    | Italia (bandiera) | A     | Teresio Bercellino      |
|    | Italia (bandiera) | D     | Angelo Cassano          |
|    | Italia (bandiera) |       | Castagnini              |
|    | Italia (bandiera) | D     | Libero Checco           |
|    | Italia (bandiera) | C     | Guglielmo Dallagiovanna |
|    | Italia (bandiera) | C     | Angelo Galli (II)       |
|    | Italia (bandiera) | P     | Pietro Galli (I)        |
|    | Italia (bandiera) | P     | Giuseppe Gamba          |

| N. |                   | Ruolo | Calciatore         |
| -- | ----------------- | ----- | ------------------ |
|    | Italia (bandiera) | A     | Secondo Lanza      |
|    | Italia (bandiera) | A     | Arduino Marchetti  |
|    | Italia (bandiera) | A     | Piero Mariani      |
|    | Italia (bandiera) | C     | Mario Meneghetti   |
|    | Italia (bandiera) | D     | Edmondo Mornese    |
|    | Italia (bandiera) | C     | Alberto Pagliarini |
|    | Italia (bandiera) | D     | Mario Rabaglio     |
|    | Italia (bandiera) | A     | Augusto Ravetta    |
|    | Italia (bandiera) | C     | Remo Versaldi      |

## Risultati

### Serie B

#### Girone d'andata
| Arbitro: | Quilleri (Brescia) |

|              |           |                       |
| Versaldi 20’ | Marcatori | 26’ Pellarin 32’ Tana |

| Biella 13 ottobre 1929 2ª giornata | Biellese       | 0 – 0 | Novara | Campo Sportivo Rivetti\| Arbitro: \| Giulini (Lodi) \| |
| Arbitro:                           | Giulini (Lodi) |       |        |                                                        |

| Arbitro: | Ferro (Milano) |

|                                              |           |  |
| Mariani 22’, 31’ Checco 75’ (rig.) Galli 88’ | Marcatori |  |

| Arbitro: | Melandri (Cairo Montenotte) |

|                   |           |              |
| Versaldi 15’, 72’ | Marcatori | 46’ Ferraris |

| Arbitro: | Dani (Genova) |

|                                                             |           |                              |
| Demarchi 4’ Mattea 21’, 88’ Gardini 51’ Arcadini 64’ (aut.) | Marcatori | 60’, 67’ Mariani 86’ Ravetta |

| Arbitro: | Scarpi (Dolo) |

|                                                 |           |  |
| Mariani 7’ Lanza 8’, 15’, 22’, 55’ Versaldi 80’ | Marcatori |  |

| Arbitro: | Giulini (Lodi) |

|                        |           |               |
| Giuge 20’ G. Rossi 62’ | Marcatori | 66’ Marchetti |

| Arbitro: | Caironi (Milano) |

|                                           |           |                   |
| Ravetta 9’ Checco 24’ (rig.) Versaldi 65’ | Marcatori | 31’, 46’ Galluzzi |

| Arbitro: | Lerni (Torino) |

|                        |           |                               |
| Lombatti 44’ Gorla 75’ | Marcatori | 10’ A. Galli 48’ (aut.) Vighi |

| Novara 15 dicembre 1929 10ª giornata | Novara             | 0 – 0 | Atalanta | Campo di via Lombroso\| Arbitro: \| Guarnieri (Milano) \| |
| Arbitro:                             | Guarnieri (Milano) |       |          |                                                           |

| Arbitro: | Tassinari (Firenze) |

|             |           |  |
| Patuzzi 62’ | Marcatori |  |

| Arbitro: | Quilleri (Brescia) |

|                                              |           |             |
| Versaldi 21’ A. Galli 43’ Marchetti 72’, 73’ | Marcatori | 11’ Vaccari |

| Arbitro: | Dall'Era (Brescia) |

|            |           |                            |
| Papini 46’ | Marcatori | 53’ A. Galli 89’ Marchetti |

| Arbitro: | Quilleri (Brescia) |

|                   |           |  |
| Ferrero 9’ (rig.) | Marcatori |  |

| Arbitro: | Scorzoni (Bologna) |

|                             |           |            |
| Mariani 4’ Ravetta 38’, 84’ | Marcatori | 60’ D. Gay |

| Arbitro: | Tagliabue (Milano) |

|                                                                 |           |  |
| Mariani 30’ A. Galli 32’ Versaldi 57’ Marchetti 77’ Ravetta 80’ | Marcatori |  |

| Arbitro: | Turriti (Firenze) |

|                                        |           |  |
| De Biasi 63’, 71’ Moro 68’ Molinis 80’ | Marcatori |  |

#### Girone di ritorno
| Arbitro: | Turbiani (Ferrara) |

|                      |           |  |
| Plemich 3’, 74’, 85’ | Marcatori |  |

| Arbitro: | Carraro (Padova) |

|             |           |  |
| Ravetta 22’ | Marcatori |  |

| Arbitro: | Corradini (Bologna) |

|                            |           |  |
| Aliatis 5’ Agostinelli 89’ | Marcatori |  |

| Arbitro: | Gonani (Ravenna) |

|            |           |  |
| Gelada 80’ | Marcatori |  |

| Arbitro: | Turbiani (Ferrara) |

|                |           |  |
| Pagliarini 40’ | Marcatori |  |

| Arbitro: | Bonello (Venezia) |

|                              |           |  |
| Froglia 48’ Zuliani 61’, 73’ | Marcatori |  |

| Arbitro: | Tassinari (Firenze) |

|                                                   |           |  |
| Marchetti 8’ Versaldi 58’ Ravetta 71’ Mariani 72’ | Marcatori |  |

| Arbitro: | Bo (Genova) |

|                          |           |  |
| Baldinotti 14’, 32’, 61’ | Marcatori |  |

| Arbitro: | Rubinato (Venezia) |

|                                                                                        |           |           |
| A. Galli 2’ Mariani 12’, 69’, 88’ Ravetta 14’ Versaldi 26’, 63’, 82’ Checco 42’ (rig.) | Marcatori | 63’ Gorla |

| Bergamo 18 maggio 1930 27ª giornata | Atalanta           | 0 – 0 | Novara | Stadio Mario Brumana\| Arbitro: \| Brighenti (Trento) \| |
| Arbitro:                            | Brighenti (Trento) |       |        |                                                          |

| Arbitro: | Mastellari (Bologna) |

|                                            |           |  |
| Ravetta 8’, 70’ Versaldi 60’ Marchetti 65’ | Marcatori |  |

| Arbitro: | Dall'Era (Brescia) |

|            |           |  |
| Vaccari 5’ | Marcatori |  |

| Arbitro: | Tagliabue (Milano) |

|                            |           |  |
| Ravetta 35’, 41’, 54’, 80’ | Marcatori |  |

| Arbitro: | Quilleri (Brescia) |

|              |           |  |
| A. Galli 78’ | Marcatori |  |

| Arbitro: | Biancone (Roma) |

|              |           |  |
| Montaldo 52’ | Marcatori |  |

| Arbitro: | Mazzarini (Roma) |

|              |           |             |
| Rastelli 87’ | Marcatori | 29’ Ravetta |

| Arbitro: | Casartelli (Milano) |

|                       |           |                                 |
| Cassano 5’ Checco 60’ | Marcatori | 52’ R. Simonetti 75’ R. Zanolla |

## Statistiche

### Statistiche di squadra
| Competizione | Punti | In casa | In casa | In casa | In casa | In casa | In casa | In trasferta | In trasferta | In trasferta | In trasferta | In trasferta | In trasferta | Totale | Totale | Totale | Totale | Totale | Totale | DR  |
| Competizione | Punti | G       | V       | N       | P       | Gf      | Gs      | G            | V            | N            | P            | Gf           | Gs           | G      | V      | N      | P      | Gf     | Gs     | DR  |
| ------------ | ----- | ------- | ------- | ------- | ------- | ------- | ------- | ------------ | ------------ | ------------ | ------------ | ------------ | ------------ | ------ | ------ | ------ | ------ | ------ | ------ | --- |
| Serie B      | 36    | 17      | 14      | 2       | 1       | 54      | 10      | 17           | 1            | 4            | 12           | 9            | 31           | 34     | 15     | 6      | 13     | 63     | 41     | +22 |

### Statistiche dei giocatori
| Giocatore        | Serie B  | Serie B |
| Giocatore        | Presenze | Reti    |
| ---------------- | -------- | ------- |
| Arcadini         | 3        | 0       |
| T. Bercellino    | 28       | 0       |
| A. Cassano       | 6        | 1       |
| Castagnini       | 2        | 0       |
| L. Checco        | 32       | 4       |
| G. Dallagiovanna | 8        | 0       |
| A. Galli         | 33       | 8       |
| P. Galli         | 4        | 0       |
| G. Gamba         | 30       | 0       |
| S. Lanza         | 5        | 2       |
| A. Marchetti     | 23       | 8       |
| P. Mariani       | 32       | 10      |
| M. Meneghetti    | 7        | 0       |
| E. Mornese       | 32       | 0       |
| A. Pagliarini    | 32       | 0       |
| M. Rabaglio      | 30       | 0       |
| A. Ravetta       | 33       | 16      |
| R. Versaldi      | 34       | 11      |